# Kompozycja marketingowa
Kompozycja marketingowa (ang. „marketing mix” – dosł. mieszanka marketingowa) – zespół elementów (instrumentów) za pomocą których możliwe jest oddziaływanie na rynek.
Najbardziej popularna koncepcja kompozycji marketingowej to tzw. „4p”, czyli z ang. product, price, place, promotion.
- product (produkt)

Mówiąc o produkcie omawiamy m.in.: asortyment, jakość, markę, opakowanie, usługi. Współcześnie mówiąc o cechach produktu koncentrujemy się na potrzebach docelowych klientów, jakie produkt ma zaspokajać. W tym elemencie zawierają się działania wspierające produkt (gwarancja, pomoc techniczna, nazwa). Nie możemy również zapomnieć o cyklu życia produktu. Faza życia, w której znajduje się produkt, tj. wejście na rynek, rozwój, dojrzałość i spadek, skutkujący wycofaniem, mają odzwierciedlenie w kolejnym instrumencie kompozycji marketingowej, czyli w cenie.
- price (cena)

Cenę charakteryzuje się za pomocą: polityki cenowej, rabatów, warunków płatności. Cenę można kształtować na wiele sposobów. Silne marki, z dużą tradycją, lub takie, które proponują produkty wysokiej jakości, będą określały cenę mającą za zadanie stworzenie wrażenia elitarności dla nabywcy. Nowe firmy, które chcą szybko zbudować świadomość marki, ustalają często celowo zaniżoną cenę, aby zdobyć dany segment rynku. W obecnych czasach, wraz z rozwoju internetu i porównywarek cen, coraz częściej mamy do czynienia ze zjawiskiem wojny cenowej.
- place (miejsce, dystrybucja)

Omawia zarówno kanały dystrybucji, jak  rozwiązania logistyczne, czyli w jaki sposób dotrzemy do klienta ze swoim produktem bądź usługą. Bierzemy tu pod uwagę nie tylko lokalizację sklepów, ale również samo ułożenie produktu na półkach sklepowych. W dobie internetu, duży procent sprzedaży odbywa się za pośrednictwem sklepów internetowych, dlatego też, trzeba zwrócić uwagę na wymagania charakterystyczne dla tego kanału sprzedaży (opcje płatności, koszty, rodzaj i czas dostawy, zwroty towaru).
- promotion (promocja)
  - promocja osobista
  - reklama
  - promocja dodatkowa (inaczej: promocja uzupełniająca, promocja sprzedaży), zaliczamy tu także: merchandising
  - public relations, zaliczamy do niego także: sponsoring

## Rozszerzona kompozycja marketingowa
Specyfika usług, większe oczekiwania konsumentów, większa konkurencja, nowe technologie spowodowały rozwinięcie tradycyjnego „4p” o kolejne elementy:
- people (ludzie)

personel obsługujący, klient, inni nabywcy
- process (proces)

przebieg świadczenia usługi od zainteresowania klienta, poprzez informację, sprzedaż i obsługę posprzedażową
- physical evidence (świadectwo materialne)

Są to wszystkie wizualne i materialne elementy (budynki, logo, meble, wyposażenie techniczne, ulotki itp.), które dla klientów są dowodem jakości danej usługi
- pleasure (przyjemność)

Cechy usług lub produktów, zwykle nie wiązane z zaspokajaniem podstawowej potrzeby, ale dostarczające przyjemności (w samochodzie klimatyzacja, radio; w telefonie komórkowym dostęp do gier, internetu; W punktach usługowych ładny wystrój, zapach, wygodne fotele w poczekalni itp.)

## Kompozycja marketingowa, formuła 4C
W 1990 roku Robert Lauterborn stwierdził, że klasyczna formuła koncentruje się na punkcie widzenia przedsiębiorstwa, podczas gdy w marketingu ważniejsze od opisu sytuacji oczami firmy jest ujęcie z perspektywy klienta. Zaproponował więc, formułę czterech „c”:
- customer value

Wartość dla klienta (4P produkt)
- cost

Koszt jaki ponosi klient (4P cena)
- convenience

Wygoda nabycia (4P dystrybucja)
- communication

Komunikacja z rynkiem (4P promocja)
W obu koncepcjach występują te same elementy, nowa formuła skupia jednak uwagę na odbiorcy produktu i jego potrzebach.